# WASP-7
WASP-7 – gwiazda typu widmowego F znajdująca się około 456 lat świetlnych od Ziemi w gwiazdozbiorze Mikroskopu. Jest żółto-białym karłem większym i masywniejszym niż Słońce. Jej obserwowana wielkość gwiazdowa wynosi 9,5m, co oznacza że gwiazda nie jest widoczna gołym okiem, ale można ją obserwować przez małe teleskopy. 

## System planetarny
W 2008 roku odkryto krążącą wokół WASP-7 planetę WASP-7 b. Odkrycia dokonano metodą tranzytu w ramach projektu SuperWASP.